# Rio Bălteni
O Rio Bălteni é um rio da Romênia afluente do rio Iminog, localizado no distrito de Olt.